# George Spencer, 4. vévoda z Marlborough
George Spencer, 4. vévoda z Marlborough (George Spencer, 4th Duke of Marlborough, 4th Marquess of Blandford, 6th Earl of Sunderland, 4th Earl of Marlborough, 8th Baron Spencer of Wormleighton, 6th Baron Spencer of Sundridge) (26. ledna 1739, Althorp, Anglie – 29. ledna 1817, Blenheim Palace, Anglie) byl britský politik a dvořan ze šlechtického rodu Spencerů. V roce 1758 zdědil titul vévody z Marlborough a jako stoupenec strany whigů byl v mládí krátce členem vlády jako nejvyšší komoří (1762–1763) a lord strážce tajné pečeti (1763–1765). Kvůli nezájmu o politiku pak již nezastával žádnou funkci a věnoval se zvelebování rodového sídla Blenheim Palace. Byl rytířem Podvazkového řádu.

## Životopis

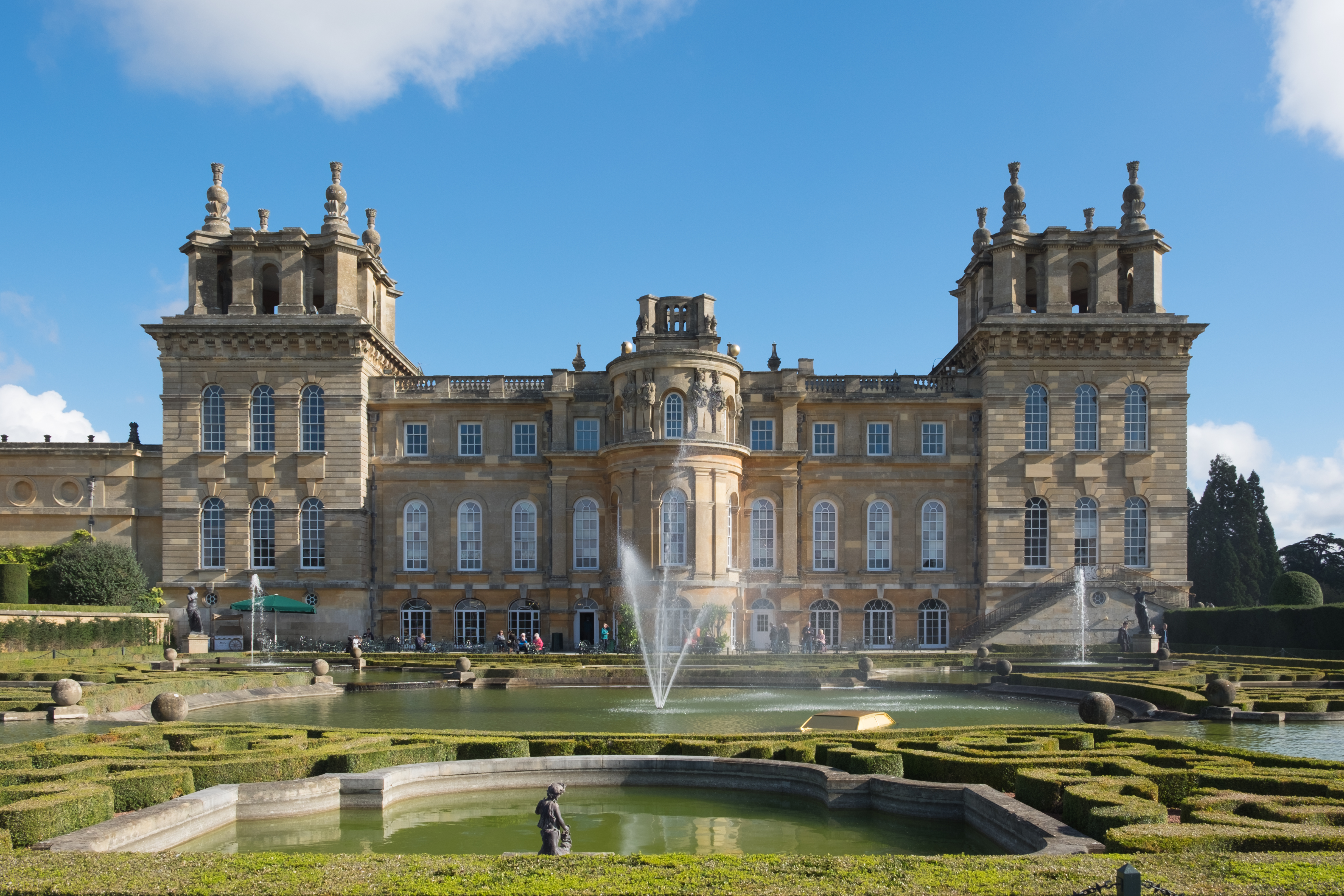
Zámek Blenheim Palace (Oxfordshire), hlavní sídlo vévodů z Marlborough

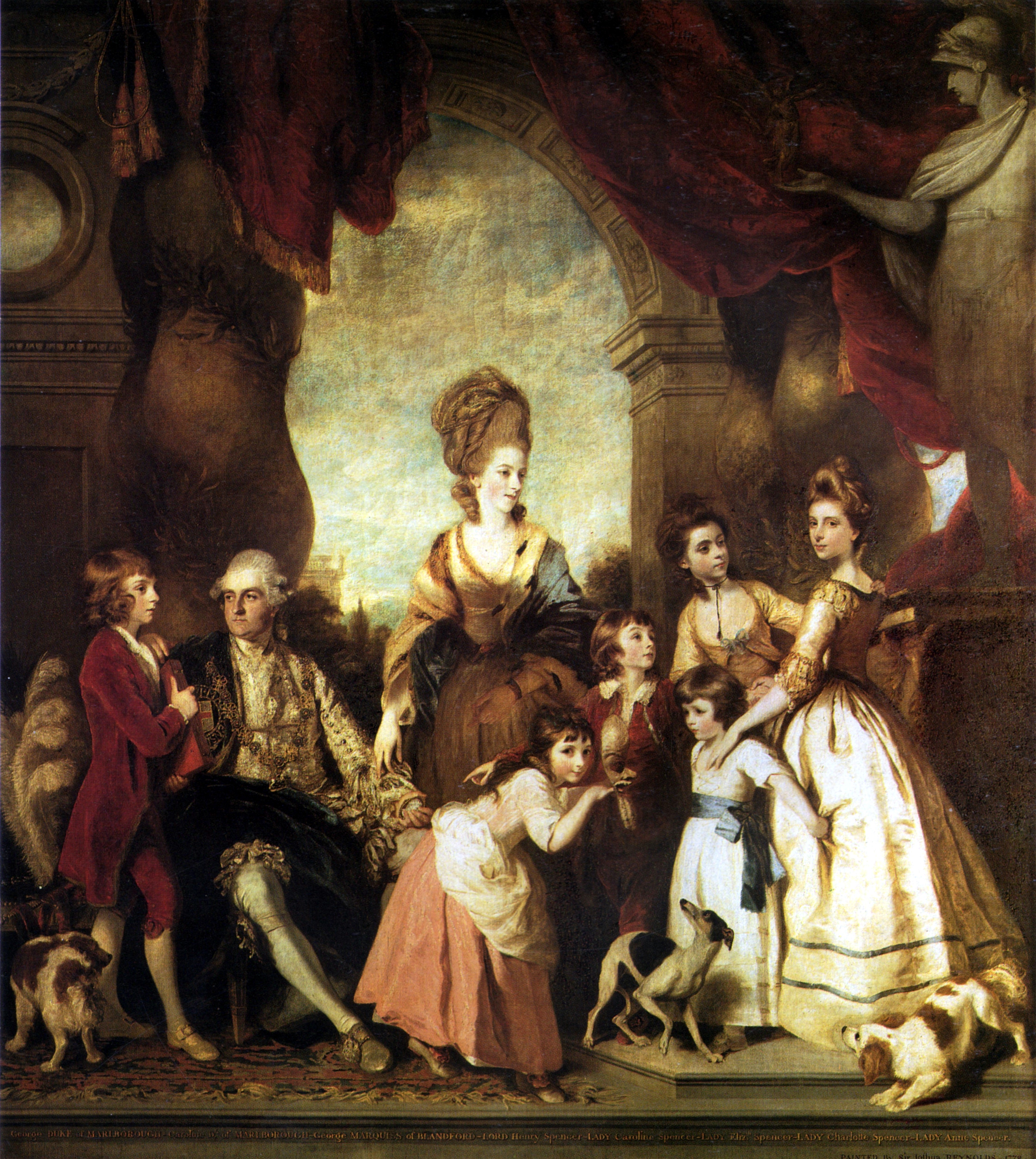
Rodinný portrét 4. vévody z Marlborough (Joshua Reynolds, cca 1777)

Narodil se na rodovém sídle Althorp, které bylo později majetkem mladší linie hrabat Spencerů. Byl nejstarším synem generála 3. vévody z Marlborough a Elizabeth Trevor (1716–1761). Studoval v Etonu a za sedmileté války pod velením svého otce vstoupil do armády, již v sedmnácti letech byl kapitánem. Po otci zdědil v roce 1758 rodové tituly a majetek, po dosažení zletilosti vstoupil do Sněmovny lordů (1760), od roku 1760 až do smrti byl lordem místodržitelem v hrabství Oxford. S podporou svého tchána 4. vévody z Bedfordu vstoupil do vlády a stal se lordem nejvyšším komořím (1762–1763), poté byl lordem strážcem tajné pečeti (1763–1765), od roku 1762 byl též členem Tajné rady. Z vlády odešel v šestadvaceti letech, a protože o veřejné záležitosti neměl příliš zájem, od té doby již žádnou funkci nezastával. V roce 1768 získal Podvazkový řád a od roku 1786 byl členem Královské společnosti, obdržel také čestný doktorát na oxfordské univerzitě.

## Rodina

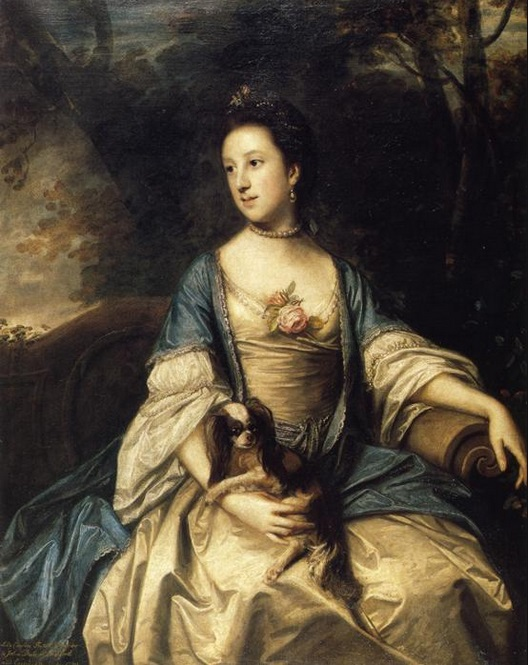
Caroline Russell, vévodkyně z Marlborough (Joshua Reynolds, cca 1760)

Jeho manželkou byla od roku 1762 Caroline Russell (1742–1811), dcera významného státníka 4. vévody z Bedfordu. Měli spolu devět dětí, nejstarší syn od roku 1817 užíval alianční jméno Spencer-Churchill.
- Caroline (1763–1813), manžel 1792 Henry Agar-Ellis, 1. vikomt Clifden (1761–1836)
- George Spencer-Churchill, 5. vévoda z Marlborough (1766–1840)
- Elizabeth (1772–1812), manžel 1790 John Spencer (1767–1831), bratranec z linie hrabat Spencerů
- Anne (1773–1865), manžel 1796 Cropley Ashley-Cooper, 6. hrabě ze Shaftesbury (1768–1851), místopředseda Sněmovny lordů
- Lord Henry John Spencer (1770–1795), poslanec Dolní sněmovny, vyslanec v Haagu, Stockholmu a Berlíně[5]
- Francis Almeric Spencer, 1. baron Churchill (1779–1845), poslanec Dolní sněmovny, 1815 baron Churchill

Mladší bratři 4. vévody z Marlborough se na rozdíl od něj angažovali v politice řadu let. Lord Charles Spencer (1740–1820) byl čtyřicet let poslancem Dolní sněmovny, zastával funkce ve finanční správě a u dvora, nakonec byl v letech 1801–1806 generálním poštmistrem. Další bratr, lord Robert Spencer (1747–1831) byl poslancem Dolní sněmovny více než půl století (1768–1825), v letech 1806–1807 zastával funkci generálního inspektora královských lesů a parků.